# Cửa hút khí dạng côn

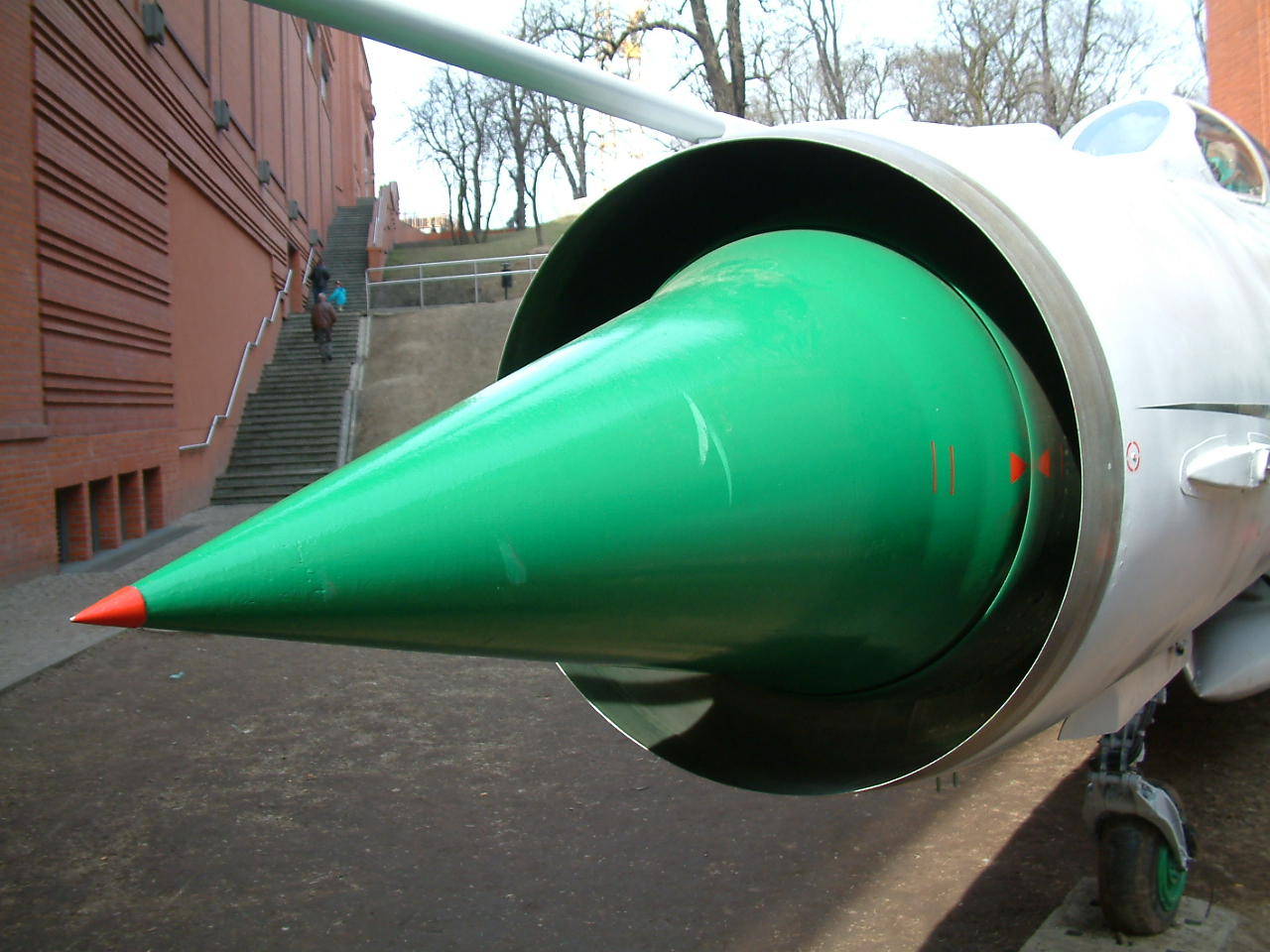
Cửa hút khí dạng côn trên MiG-21MF

Cửa hút khí dạng côn (tiếng Anh: Inlet cones) (đôi khi còn gọi là côn xung kích-shock cones hay cửa hút khí trung tâm-inlet centerbodies) là một bộ phận trên mốt số máy bay siêu âm và tên lửa. Cửa hút khí dạng này thường sử dụng trên động cơ ramjet, như D-21 Tagboard và Lockheed X-7. Một số động cơ tuốc bin phản lực luồng sử dụng trên Su-7, MiG-21, English Electric Lightning, và SR-71 cũng sử dụng cửa hút khí dạng côn.

## Mục đích
Cửa hút khí dạng côn được thiết kế để làm giảm tốc độ của dòng không khí ở vận tốc siêu âm trước khi đi vào động cơ. Trừ trường hợp của động cơ tĩnh phản lực siêu âm, tất cả các động cơ phản lực hút khí từ khí quyển cần dòng khí đi vào động cơ ở vận tốc nhỏ hơn tốc độ âm thanh để có thể đốt nhiên liệu tạo ra lực đẩy, và cần có máy khuếch tán để tránh dòng khí đang ở vận tốc siêu âm đi vào động cơ. Máy bay bay ở tốc độ âm thanh sẽ hình thành sóng xung kích dạng côn, nghiêng về phía sau, hình thành tại đỉnh của nón côn. Áp dụng nguyên lý này đối với cửa hút khí hình côn, không khí khi đi xuyên qua sóng xung kích dạng côn (và cả sóng phản xạ) sẽ bị làm chậm xuống tốc độ cao hơn tốc độ âm thanh một chút. Sau đó không khí sẽ tiếp tục đi qua một sóng xung kích mạnh cùng với bộ khuếch tán, sau khi đi qua, vận tốc không khí bị giảm xuống dưới tốc độ âm thanh. Kết quả là hệ thống hút khí có hiệu suất tốt hơn so với cửa hút khí pitot đơn giản.

## Hình dạng
Cửa hút khí dạng côn được thiết kế sao cho sóng xung kích hình thành tại mũi của nón côn được hướng ra mép của cửa hút khí, giúp cho cửa hút khí có khả năng vận hành ở vận tốc bay siêu âm. Khi vận tốc tăng lên, sóng xung kích dần bị chệch đi (mặt côn nhọn hơn).
Đối với các phương tiện bay ở vận tốc cao hơn, cửa hút khí dạng côn được thiết kế để có khả năng di chuyển dọc theo trục tâm, để điều chỉnh diện tích hút khí cùng với các ống thoát khí bên trong động cơ. Để có hiệu suất hút khí tốt nhất, diện tích hút khí phải lớn hơn cùng với việc gia tăng vận tốc Mach, do đó cửa hút khí dạng côn của SR-71 đạt được hiệu suất cao từ dải vận tốc thấp tới vận tốc Mach 3,2. Trên máy bay SR-71, nón côn được di chuyển về phía sau khi máy bay bay ở tốc độ cao hơn.

## Vận hành
Tại tốc độ bay dưới tốc độ âm thanh, cửa hút khí hình côn hoạt động tương tự như ống pitot hay bộ khuếch tán hạ âm. Tuy nhiên, khi máy bay đạt đến tốc độ siêu âm, sóng xung kích dạng côn xuất hiện, hình thành từ đỉnh mũi côn. Diện tích dòng chảy của không khí đi xuyên qua sóng xung kích giảm xuống, và không khí được nén. Khi vận tốc Mach tăng lên, hình nón sóng xung kích sẽ hẹp dần và chạm vào mép cửa hút khí.
Đối với các máy bay bay ở tốc độ cao hơn, cửa hút nón côn được thiết kế để có khả năng di chuyển giúp tăng hiệu suất ở một dải tốc độ rộng hơn. Khi máy bay tăng tốc độ bay, hình nón côn sẽ được di chuyển ra phía sau, tức là vào sâu bên trong cửa hút khí.
Vị trí của nón côn bên trong cửa hút khí thường xuyên được điều khiển tự động để giữ sóng xung kích phẳng xuôi theo hướng họng động cơ. Trong một số trường hợp sóng xung kích có thể bị bật khỏi cửa hút khí.

## Một số máy bay sử dụng cửa hút khí dạng nón

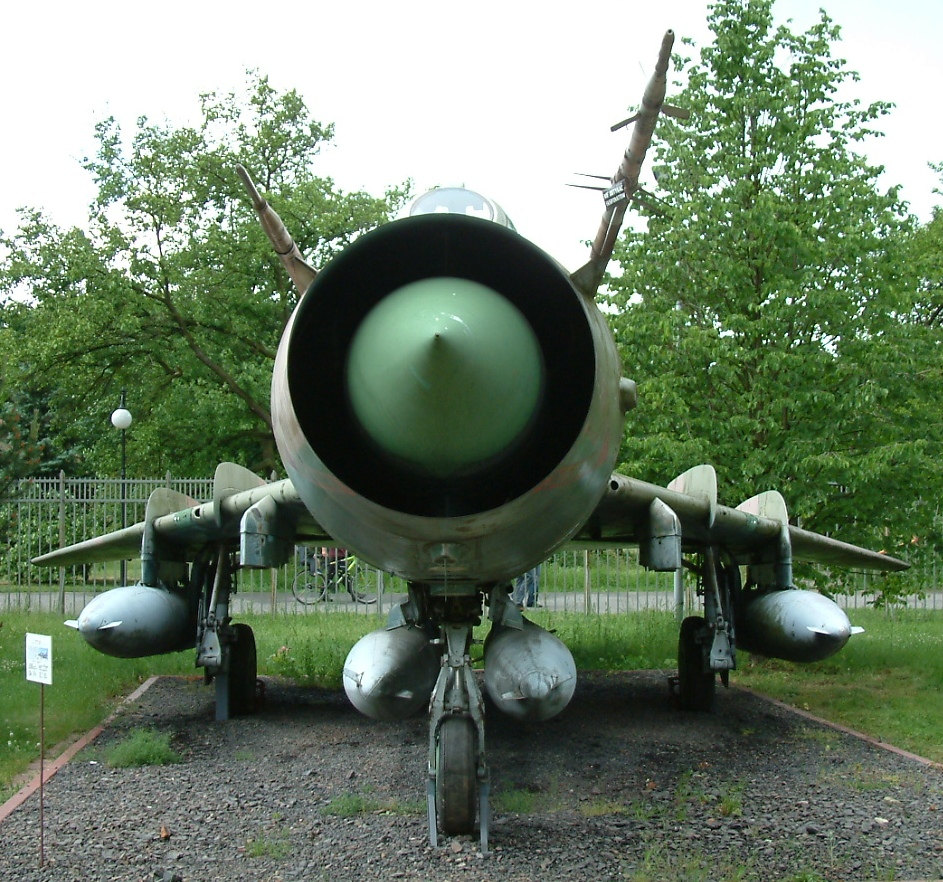
Cửa hút khí hình côn trên Su-20 (di chuyển được)
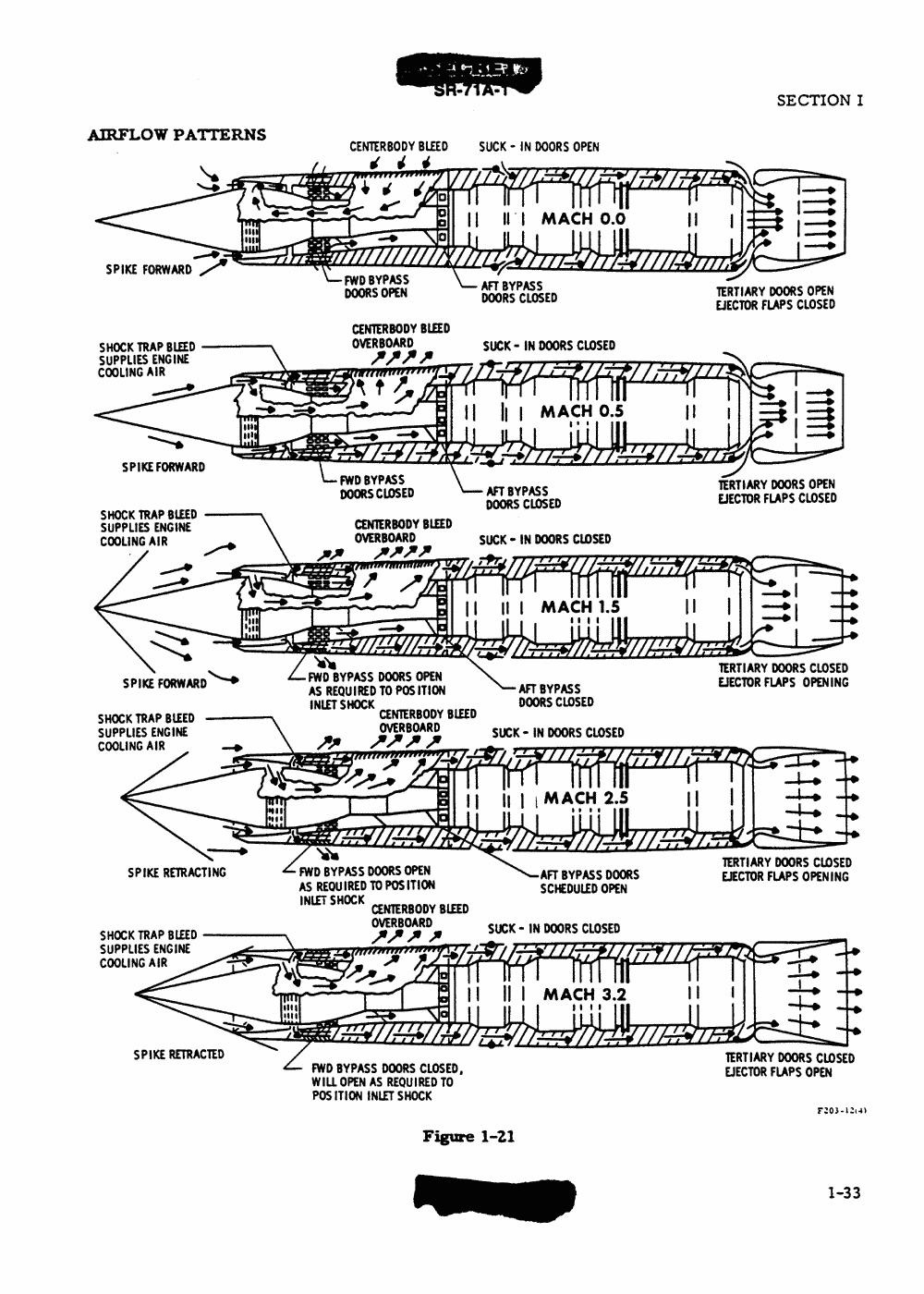
Trên SR-71, mặt côn chuyển động về phía sau khi máy bay bay ở vận tốc Mach lớn
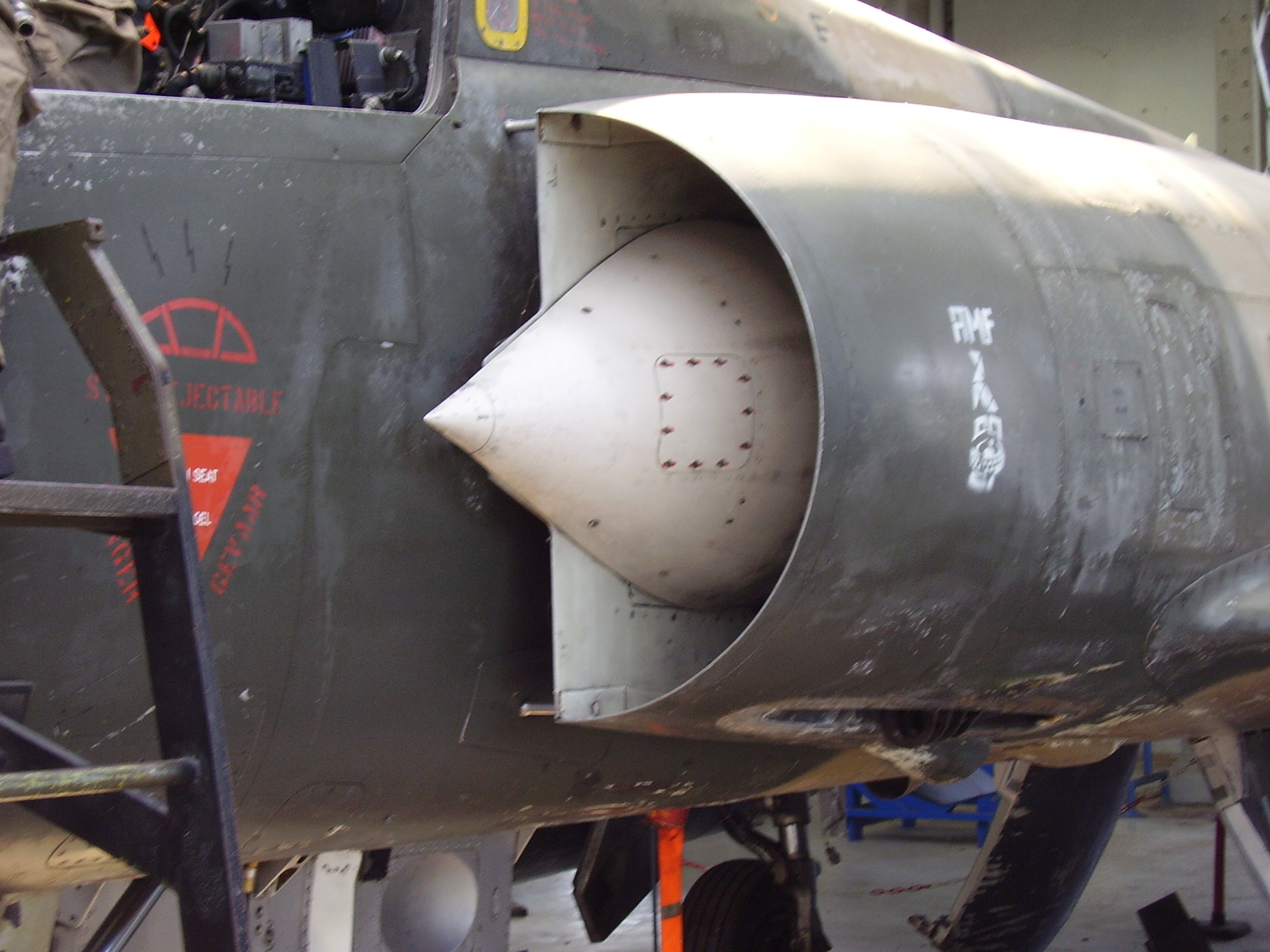
Mirage III trang bị cửa hút khí dạng bán côn.
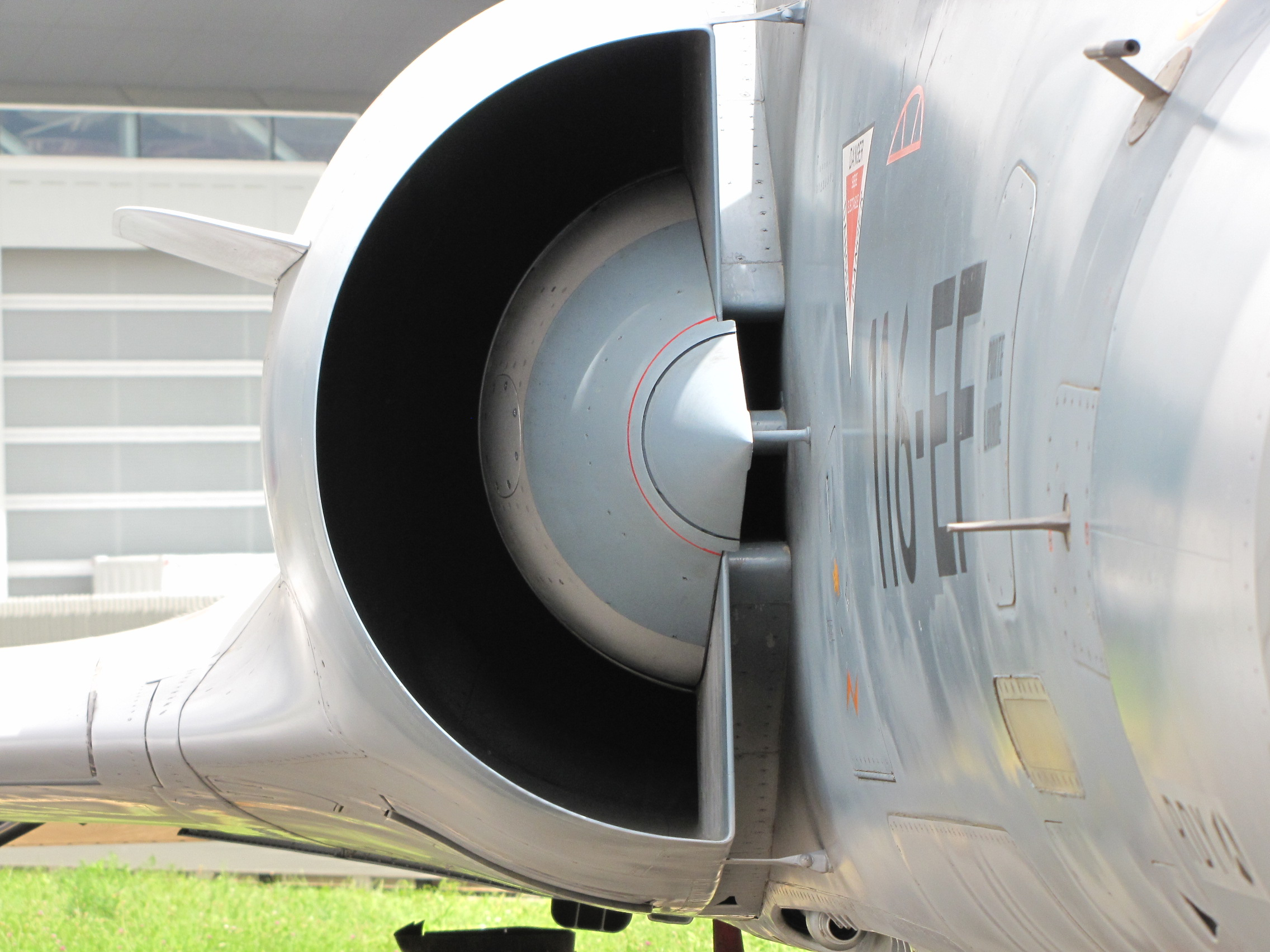
Mirage 2000
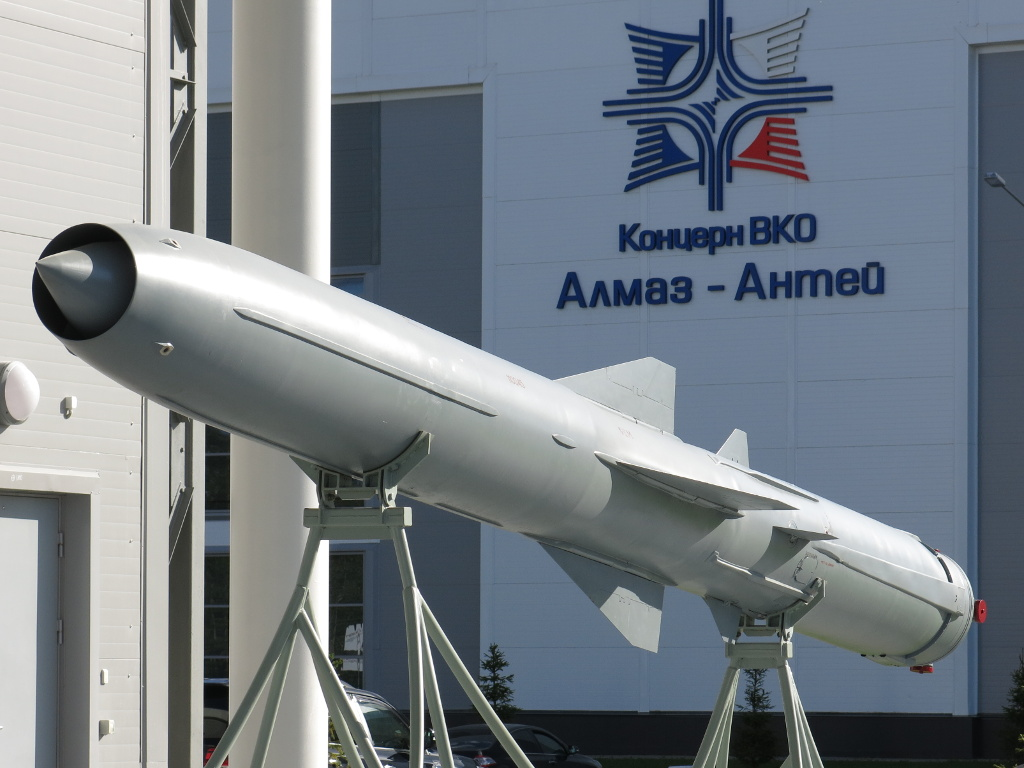
П-800 Оникс